# Jerzy Sienkiewicz (powstaniec)
Jerzy Sienkiewicz ps. Rudy, Brenner (ur. 1927, zm. 1 sierpnia 2014 w Warszawie) – kapral podchorąży Armii Krajowej, powstaniec warszawski.

## Okres II wojny światowej
Od maja 1941 w Szarych Szeregach, konspiracyjnym ZHP. Dwukrotnie, w mundurze Luftwaffe, w lutym i w kwietniu 1944, jako kurier Komendy Głównej przewoził pocztę do 27. Wołyńskiej Dywizji Piechoty AK. Przed powstaniem warszawskim został przydzielony do Zgrupowania „Konrad” i walczył w jego szeregach.
Godzina „W” zastała go na Powiślu, w domu przy ul. Solec 24. Był dowódcą grupy szturmowej ze zgrupowania AK por. „Konrada”, którego zadaniem było zajęcie warszawskiego przyczółka mostu Poniatowskiego.
Potem walczył przez tydzień na Czerniakowie w 3. kompanii Zgrupowania „Kryska”. 4 sierpnia odpierał atak niemieckiej kolumny zmechanizowanej, która uderzyła na Czerniaków, cofając się z Pragi przez most Poniatowskiego. W nocy z 5 na 6 sierpnia wyprowadził swoją grupę na Mokotów.
Po przejściu na Mokotów znalazł się w dywizjonie 1 pułku szwoleżerów marszałka Józefa Piłsudskiego, grupie bojowej oficerów i podoficerów pod dowództwem por. Aleksandra Tyszkiewicza ps. „Góral”. Na Mokotowie był w grupie pierwszych powstańców, którzy wkroczyli na ulicę Belgijską, na której niemieccy żandarmi dokonali masakry cywilów.
27 września przeszedł kanałami do Śródmieścia. Do chwili kapitulacji powstania dowodził obroną budynku przy ulicy Nowogrodzkiej.
Po kapitulacji powstania wyszedł z Warszawy z ludnością cywilną. Uciekł z kolumny jenieckiej tuż przed obozem w Ożarowie.

## Okres powojenny
Działał w konspiracji, od 2 sierpnia 1945 w delegaturze Sił Zbrojnych. Aresztowany i zwolniony. Ponownie aresztowany w listopadzie 1945, i ostatecznie w 1949 aresztowany przez UB pod zarzutem szpiegostwa dla Amerykanów (Od trzech lat był polskim szefem amerykańskiej misji poszukującej lotników USA zaginionych na terenie Polski). W więzieniu siedział razem z Władysławem Bartoszewskim i Kurtem Fischerem (niemieckim zbrodniarzem wojennym). Skazany na 9 lat więzienia. Jako więzień pracował m.in. w kamieniołomach wapiennych w Bielawie koło Inowrocławia Zwolniony w 1955.
Po wyjściu na wolność pracował w budownictwie, od 1961 do emerytury prowadził zakład rzemieślniczy.
Był konsultantem tekstów o powstaniu warszawskim publikowanych w „Gazecie Stołecznej”.
Dzięki jego staraniom upamiętniono tablicą pamiątkową męczeństwo więźniów NKWD i UB w budynku przy ul. Strzeleckiej 8 w Warszawie.

## Odznaczenia
- Krzyż Srebrny Orderu Wojennego Virtuti Militari[4]
- Krzyż Walecznych (dwukrotnie)[4]